# Jorge Villafaña
Jorge Antonio Villafaña, fino al 2011 Jorge Antonio Flores (Anaheim, 16 settembre 1989), è un ex calciatore statunitense, di origini messicane, di ruolo difensore.

## Palmares

### Club

#### Competizioni nazionali
- Campionato MLS: 1

Portland Timbers: 2015

### Nazionale
- Gold Cup: 1

Stati Uniti 2017